# 432 Park Avenue
Il 432 Park Avenue è un grattacielo di New York a uso esclusivamente residenziale, che sorge al numero 432 di Park Avenue, nel cuore di Manhattan e a pochissima distanza da Central Park. 
Ultimato nel 2015, con i suoi 426 metri di altezza è considerato il quinto grattacielo più alto di New York dopo il One World Trade Center, la Central Park Tower, il grattacielo al 111 della 57ª Strada e l'One Vanderbilt, Considerando la sola altezza al tetto, il 432 Park Avenue è il terzo edificio più alto della città, supera il tetto del vicino Empire State Building e del One World Trade Center, che sono entrambi dotati di guglia e di antenna sommitale. Inoltre esso è uno dei più alti grattacieli degli Stati Uniti e il ventisettesimo più alto del mondo, nonché uno degli edifici residenziali più alto del mondo.

## Storia
L’edificio sorge nell’area dove aveva sede il noto Drake Hotel, costruito nel 1926 e acquistato nel 2006 dalla Macklowe Properties per 440 milioni di dollari e demolito l'anno successivo.
Il progetto è stato affidato all'architetto Rafael Viñoly che inizialmente prevedeva un’altezza complessiva di 396 metri, tuttavia in seguito il progetto ha subìto una variazione portando l’altezza finale dell’edificio a 426 metri, battendo così l'altezza al tetto del vicino Empire State Building e del One World Trade Center, pur essendo complessivamente più alti poiché dotati di guglia e antenna sommitale. Per tale motivo il 432 Park Avenue può essere considerato l’edificio più alto di New York.
I lavori di costruzione delle fondamenta sono iniziati nel settembre del 2011 e nel maggio del 2012 sono proseguiti con la realizzazione della struttura fuori terra; l’avanzamento dei lavori è stato piuttosto rapido, a ritmo di un piano alla settimana per le strutture portanti e uno ogni due settimane comprendendo anche gli impianti.
Terminato il 10 ottobre 2014, il completamento effettivo degli interni è avvenuto nell'aprile del 2015.
La consegna del primo appartamento è avvenuta nel gennaio 2016 a fronte di un esborso di oltre 18 milioni di dollari ed entro il 2017 sono state vendute tutte le unità immobiliari.

## L'architettura

### L'esterno

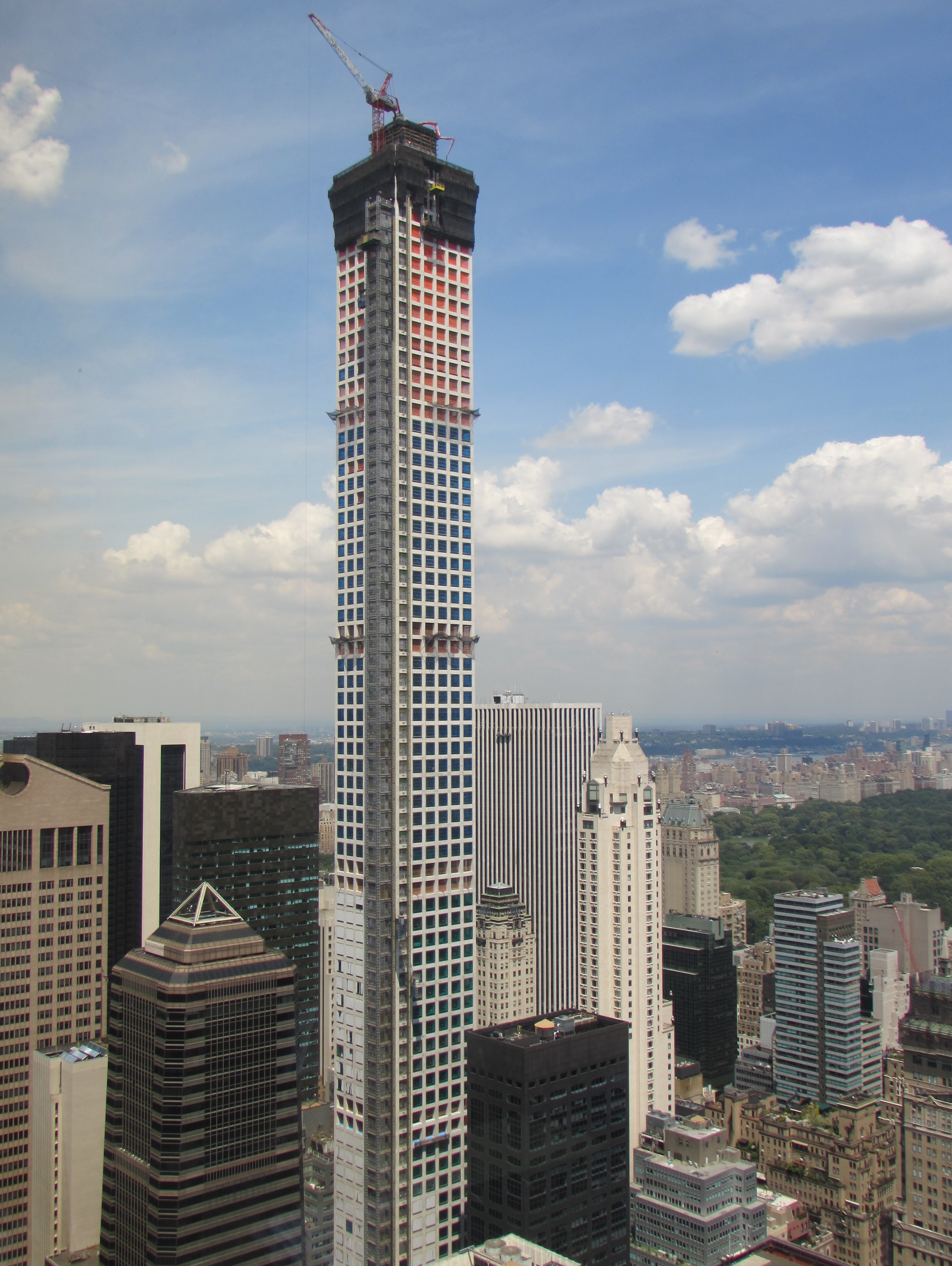
L'edificio in costruzione nell'agosto 2014

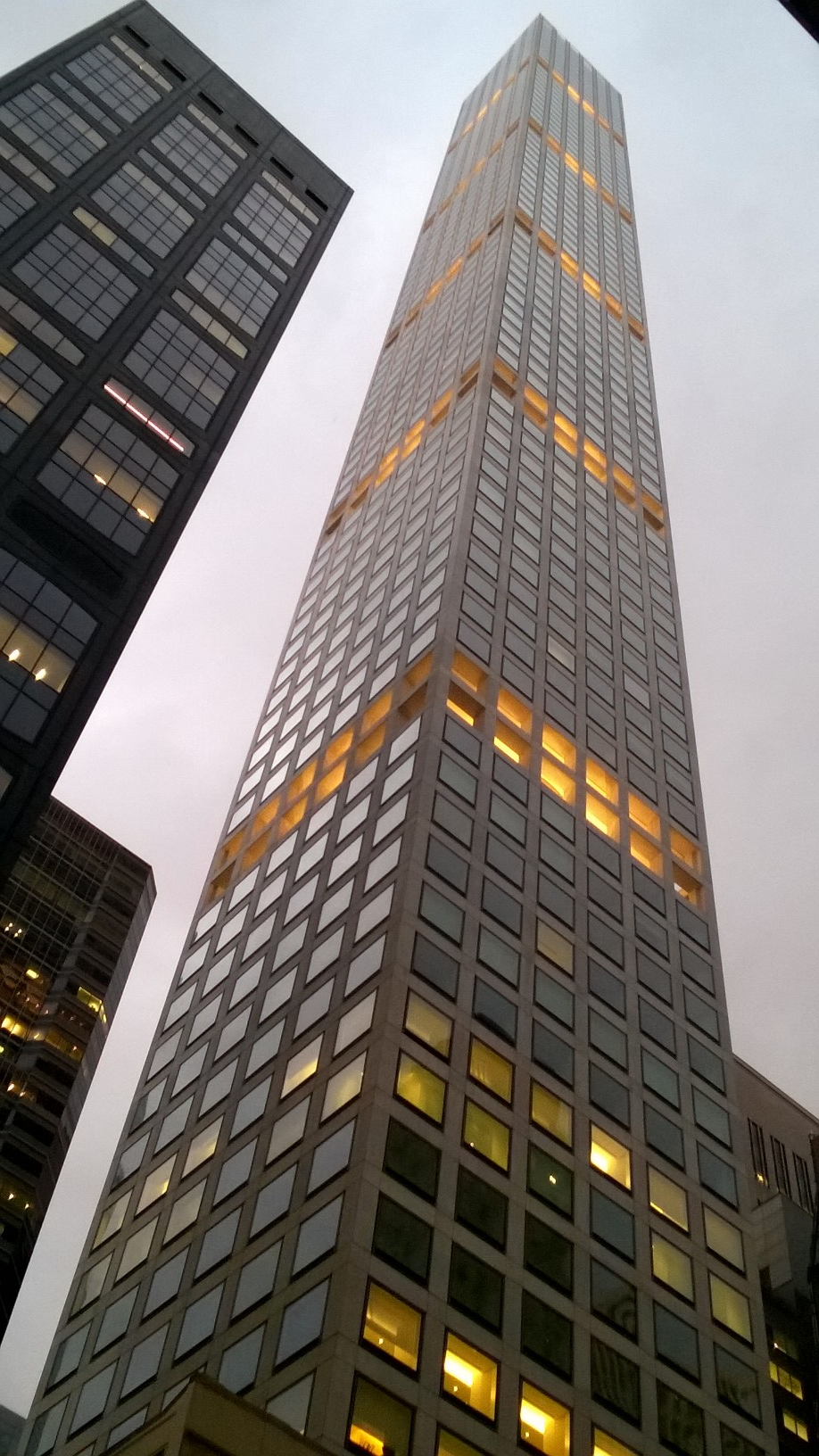
Una veduta da sotto

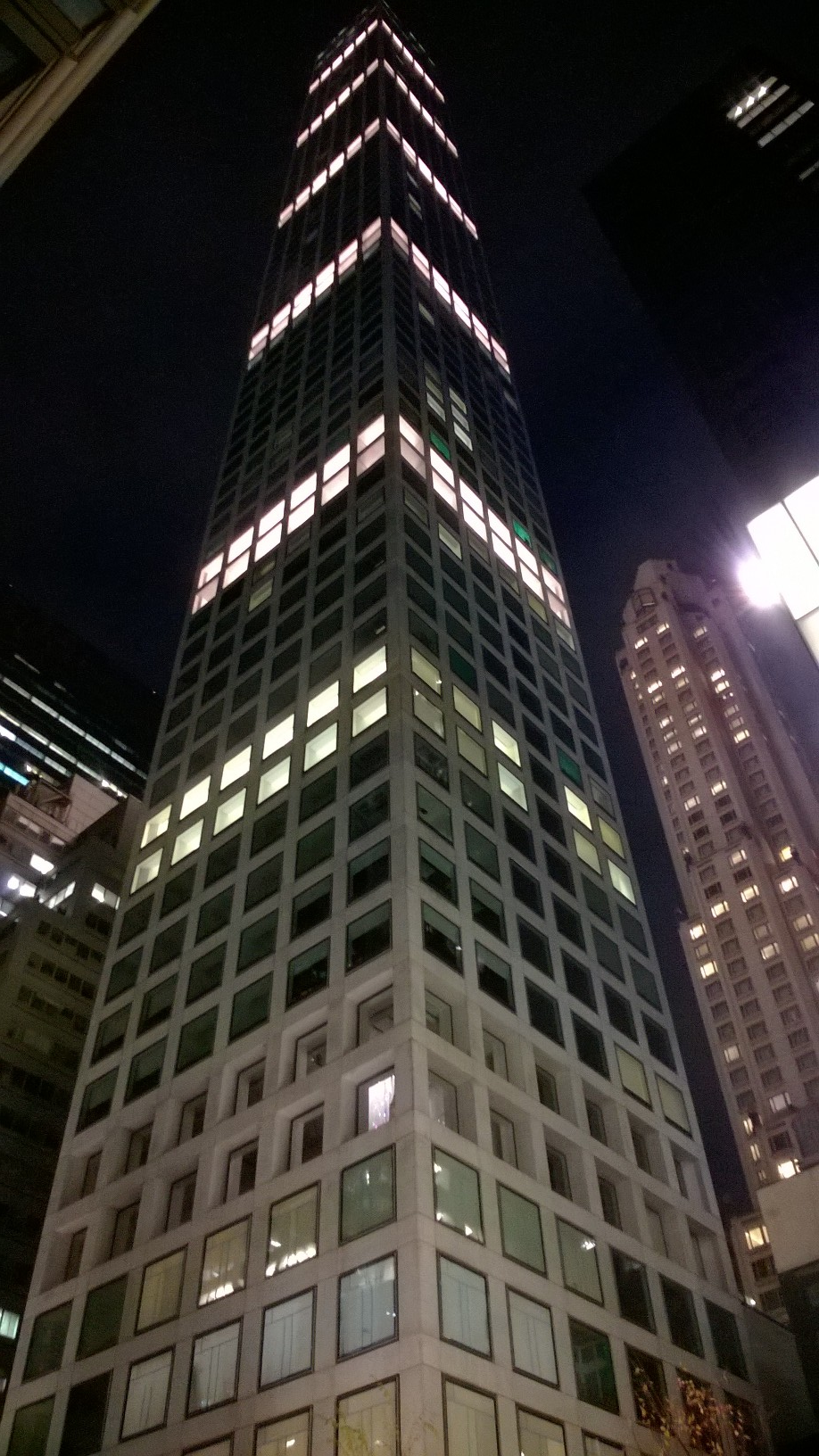
Lo schema di illuminazione notturna permanente dell'edificio

L’edificio sorge nell'isolato determinato dalla East 56th Street, da Madison Avenue, dalla East 57th Street e da Park Avenue, che comprende un’area di circa 3.800 metri quadrati.
Con i suoi 85 piani, l’edificio si distingue per il suo disegno estremamente essenziale e rigoroso, il cui l'elemento geometrico ricorrente è il quadrato, poiché Rafael Viñoly ha dichiarato di essersi ispirato all'analogo disegno di un cestino da scrivania realizzato nel 1905 da un designer austriaco e il periodo citato rimanda all'art déco, di cui il panorama architettonico di New York è particolarmente ricco. 
La pianta quadrata conferisce all'edificio la forma di un parallelepipedo perfetto dall'aspetto decisamente razionale ma particolarmente slanciato, sottile e unico nel suo genere; esso detiene infatti uno dei più alti coefficienti di altezza-larghezza di qualsiasi grattacielo al mondo. La struttura presenta prospetti perfettamente identici per ognuno dei quattro lati, con facciate che misurano 28 metri ciascuna, caratterizzate da una griglia ortogonale scandita da file di sei ampie finestre quadrangolari da circa 2,7 metri per 2,7 per ciascun piano, per un totale di 1.890 finestre, che garantiscono una superficie vetrata di notevole ampiezza in proporzione alla complessiva superficie perimetrale esterna, che è uniformemente realizzata con colate di cemento Portland bianco da 14.000 PSI gettate in cassaforme preassemblate in acciaio.
Per ridurre gli effetti potenzialmente disagevoli delle inevitabili oscillazioni, ogni dodici piani abitativi la struttura presenta due piani che ospitano i necessari locali tecnici ma la cui griglia ortogonale delle facciate esterne è stata volutamente lasciata aperta per consentire il passaggio dell’aria all'interno, riducendo così la resistenza dell’edificio al carico del vento. Inoltre, per garantire ulteriore stabilità, la struttura portante è costituita da colonne più grandi alla sua base rispetto ai piani superiori e solai di spessore gradualmente maggiore nei piani più alti.

### Gli interni
L'edificio conta complessivamente un'area calpestabile di 38.335 metri quadri e la pianta perfettamente quadrata dell’edificio consente a ciascun piano di disporre di una superficie calpestabile totale di 767 metri quadri senza ostacoli strutturali di alcun tipo a eccezione dei cavedi centrali degli ascensori, degli impianti e il vano scale. Questa scelta tecnica consente di sfruttare appieno lo spazio interno di ciascun piano con grande libertà progettuale.
Gli interni sono stati disegnati dall’architetto Deborah Berke, già autrice dell’Eleven Madison Park e della Gramercy Tavern. Le aree comuni sono caratterizzate da un design estremamente minimalista, le cui linee tese e pulite disegnano spazi ampi, regolari e ben illuminati dalle numerose finestre presenti su ciascuna parete perimetrale. Il 432 Park Avenue dispone anche di 2.800 metri quadri di aree dedicate a servizi comuni destinati ai residenti come una sala biliardo con biblioteca, una sala riunioni, una sala cinema, un'area bimbi e un'enoteca con temperatura controllata; al 16º e al 18º piano invece vi è una grande palestra attrezzata comprensiva di area fitness, docce, sauna, bagno turco, jacuzzi, sala yoga, sale massaggi e una piscina da 23 metri di lunghezza. Il ristorante del 12º piano, gestito dallo chef stellato Shaun Hergatt, è esclusivamente dedicato ai residenti e ai loro ospiti e offre anche un servizio di catering a domicilio su richiesta. 
Al piano terra è situata l’ampia hall presidiata ventiquattr’ore al giorno presso cui si possono anche prenotare svariati servizi accessori come lavanderia, personale domestico, autista, taxi, ristoranti e biglietteria di intrattenimenti.

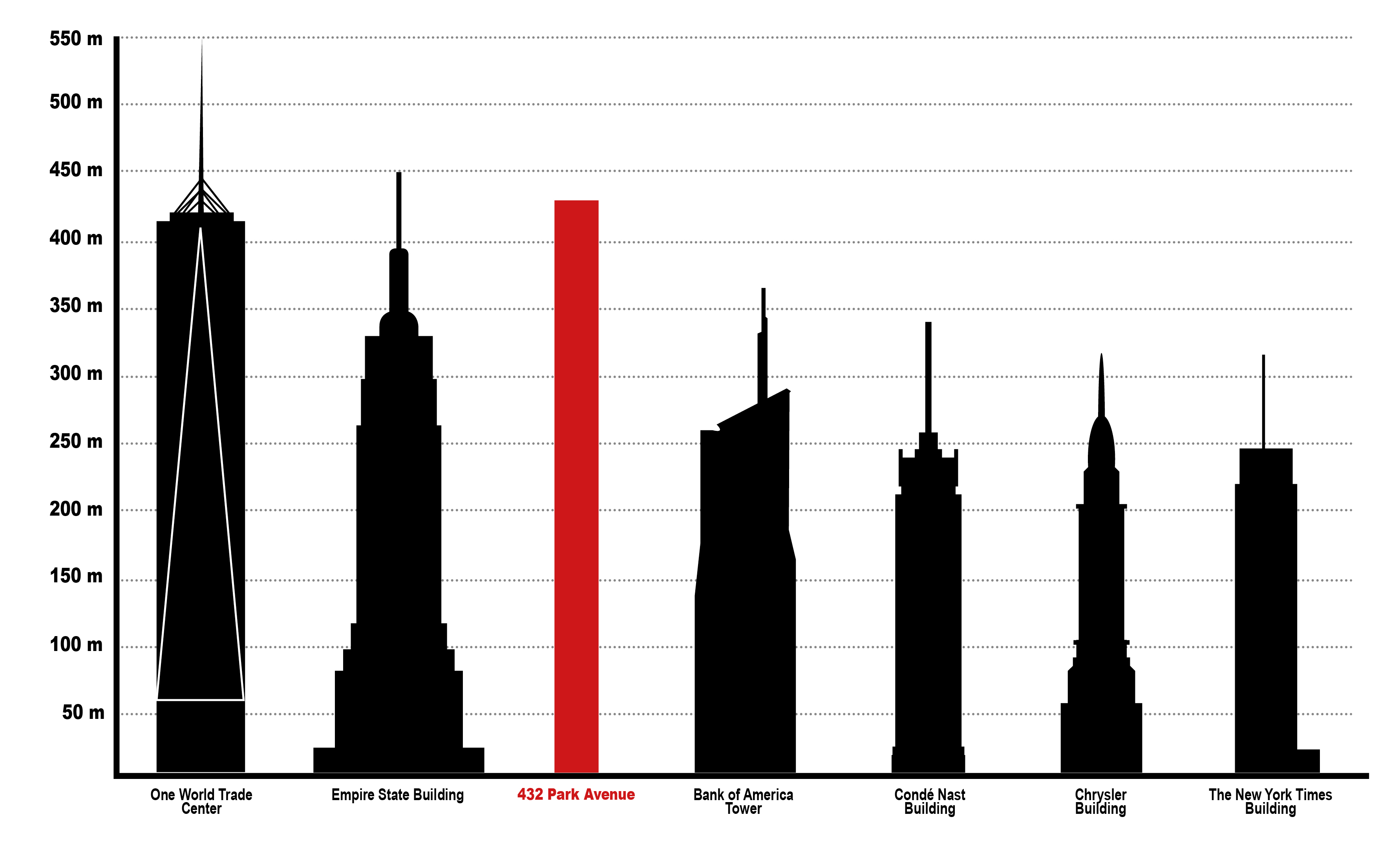
I grattacieli più alti di New York a confronto

Le 146 unità abitative sono di differenti metrature che variano tra i 250 metri quadri e i 767 metri quadri delle lussuose penthouse e sono tutte comprensive di doppio ingresso, ascensore privato con accesso diretto, riscaldamento a pavimento, sofisticati sistemi di domotica e finiture di pregio. Dall'88º al 95º piano sono situate le penthouse, ovvero unità immobiliari più grandi e prestigiose che occupano ciascuna tutti i 767 metri quadri di ogni piano. Una di queste penthouse situata al 92º piano è stata venduta per 95 milioni di dollari al magnate immobiliare saudita Fawaz Al Hokair, passando alla storia come uno degli appartamenti più costosi al mondo.
L’edificio è destinato a uso esclusivamente residenziale, tuttavia ospita anche un hotel a cinque stelle.

## L'edificio nella cultura di massa
Anche se il grattacielo non ha suscitato l'entusiasmo della maggioranza dei cittadini, che lo hanno individuato come nuovo simbolo di ricchezza e della speculazione edilizia, il 432 Park Avenue è tuttavia destinato a diventare una delle icone architettoniche più riconoscibili di New York, poiché data la sua altezza è visibile da ogni angolo della città.
Grazie al rapporto base/altezza di 1:15, questa torre è una delle più sottili al mondo.